# Харила, Кристин

Кристин Харила (28 марта 1986 года) — норвежская северо-саамская альпинистка, бывшая лыжница-гонщица. В 2022—2023 годах вместе с Тенджином Шерпой установила несколько рекордов скорости восхождений на все 14 восьмитысячников.

## Карьера
Харила родилась в Вестре-Якобсельв, Муниципалитет Вадсё, Норвегия. До карьеры в альпинизме работала в сфере розничной торговли и занималась лыжными гонками на профессиональном уровне.  
В 2015 году Харила приняла участие в лыжной гонке Васалоппет, где показала высокие результаты.
В 2021 году она установила женский рекорд восхождения на Эверест и Лхоцзе за 12 часов, улучшив показатель 2018 года.
В 2022 году Харила поставила цель побить мировой рекорд непальца Нирмала Пурджа — 189 дней для всех 14 восьмитысячников. Её проект был прерван после 12 вершин из-за отказа Китая выдать разрешение на восхождения в Тибете.
В 2023 году Харила вместе с шерпой Тенджином установила новый рекорд — все 14 восьмитысячников за 92 дня, завершив серию 27 июля 2023 года на Шишабангма.

### Скандал на К2
В августе 2023 года Харила оказалась в центре международного скандала после трагического инцидента на К2.  
Пакистанский носильщик Мухаммад Хасан сорвался на высоте более 8 200 м. Согласно сообщениям, он лежал на тропе в критическом состоянии, а мимо него прошли десятки альпинистов, включая Харилу, продолживших восхождение.
Критики обвиняли Харилу в том, что она поставила рекорд выше человеческой жизни.  
Она отвергла обвинения, заявив, что её команда пыталась помочь Хасану, но из-за нехватки кислорода и экстремальных условий его невозможно было спасти.
Видео с места происшествия вызвало бурную дискуссию о коммерциализации альпинизма и этике восхождений на восьмитысячники.